# Anolis humilis
Espèce
Synonymes
- Norops humilis (Peters, 1863)

Anolis humilis est une espèce de sauriens de la famille des Dactyloidae.

## Répartition
Cette espèce se rencontre au Panamá et au Costa Rica.

## Taxinomie
La sous-espèce Anolis humilis marsupialis a été élevée au rang d'espèce par Savage et Bolaños en 2009.

## Publication originale
- Peters, 1863 : Über einige neue Arten der Saurier-Gattung Anolis. Monatsberichte der Königlich preussischen Akademie der Wissenschaften zu Berlin, vol. 1863, p. 135-149 (texte intégral).